# The Sweet (álbum)
The Sweet es un álbum recopilatorio de la banda de  glam rock británica Sweet (para entonces, formalmente llamada The Sweet), lanzado en julio de 1973, poco más de dos años después de su álbum debut Funny How Sweet Co-Co Can Be en noviembre de 1971. Es el segundo recopilatorio después de la salida al mercado de The Sweet's Biggest Hits en 1972.
The Sweet tuvo poca distribución internacional (incluso no se publicó en Estados Unidos) al igual que su posterior Sweet Fanny Adams de 1974. Sin embargo, para compensar esta circunstancia, se incluyeron canciones de ambos álbumes para la versión estadounidense de Desolation Boulevard en 1975.

## Contenido
Generalmente, no se le considera un álbum de estudio como tal, aunque contiene algunas canciones que no se habían incluido en trabajos previos. Se compone principalmente de sencillos y caras B lanzados en el Reino Unido y Europa entre 1972 y 1973. Uno de los sencillos, «Little Willy» fue el primero de Sweet en Estados Unidos y se convirtió en su hit más exitoso en Billboard (N° 3). Otros sencillos incluidos son  «Wig-Wam Bam», «Hell Raiser» y «Block Buster!», de gran popularidad en el continente europeo. A pesar de ello, el álbum no se vendió bien al alcanzar un modesto N° 191 en los listados británicos. 
La reedición estadounidense de este disco en CD incluye la versión en vivo de la canción  «Need a Lot of Lovin'», al parecer por error en la edición. La versión de estudio de dicha canción solo estaba disponible como cara B del sencillo «Block Buster!», y está disponible en la reedición de Sweet Fanny Adams de 2005. El acetato americano original de presionar la versión de estudio de «Need a Lot of Lovin'», la cual curiosamente nunca se incluyó en álbumes británicos.

## Lista de canciones
Todas las canciones están compuestas por Brian Connolly, Steve Priest, Andy Scott, y Mick Tucker, excepto donde se indica.
1. «Little Willy» (Mike Chapman, Nicky Chinn) - 3:13
2. «New York Connection» - 3:35
3. «Wig-Wam Bam» (Chapman, Chinn) - 3:03
4. «Done Me Wrong All Right» - 2:58
5. «Hell Raiser» (Chapman, Chinn) - 3:15
6. «Block Buster! (Chapman, Chinn) - 3:12
7. «Need a Lot of Lovin'» - 3:00
8. «Man from Mecca» - 2:45
9. «Spotlight» - 2:47
10. «You're Not Wrong for Loving Me» - 2:58

## Personal
- Brian Connolly – voz principal.
- Steve Priest –  bajo eléctrico, coros.
- Andy Scott – guitarra eléctrica y sintetizador, coros.
- Mick Tucker – batería y percusiones, coros.